# Bronisława Rzytelewska
Bronisława Rzytelewska (ur. 1908, zm. 9 czerwca 1985) – polska robotnica, posłanka na Sejm PRL I kadencji.

## Życiorys
Pracowała na stanowisku kontrolera technicznego w Grudziądzkich Zakładach Przemysłu Gumowego. Należała do Polskiej Zjednoczonej Partii Robotniczej. W 1952 uzyskała mandat posła na Sejm PRL w okręgu Grudziądz. W parlamencie zasiadała w Komisji Przemysłu.
W 1963 została matką chrzestną drobnicowca MS Grudziądz.
W 1952 odznaczona Srebrnym Krzyżem Zasługi.
Pochowana na Cmentarzu przy ul. Cmentarnej w Grudziądzu.